# Yeovil Town Football Club
Maillots
Actualités
Le Yeovil Town Football Club est un club de football anglais fondé en 1895 et basé à Yeovil, dans la région du Somerset. Le club joue en National League (D5) lors de la saison 2024-2025.
Yeovil rejoint la Football League pour la première fois après 108 ans d'existence à la fin de la saison 2003-2004 de National League.
Yeovil était l'une des équipes les plus célèbres lors de la Coupe d'Angleterre pour avoir vaincu des grandes équipes de Football League et plus précisément Sunderland AFC  au quatrième tour de la Coupe d'Angleterre 1948-1949 sur le score de 2-1, affrontant ainsi Manchester United au tour suivant devant une foule de 81 000 personnes.
Le stade de Yeovil est l'Huish Park qui a été construit en 1990 sur le site d'une ancienne base militaire et nommé ainsi en référence au nom de l'ancien stade, Huish, célèbre pour son terrain qui avait la particularité d'avoir une pente de 2,4 mètres.
Depuis la saison 2003-2004, les joueurs du club portent un maillot rayé vert et blanc.

## Historique

Ancien logo

Le club est promu dans la Football League après avoir été champion de sa Conférence ("Conference  champions") en 2003. Depuis longtemps, Yeovil Town FC est considéré comme le club amateur ayant les meilleurs résultats dans la FA Cup, puisqu'il a battu des équipes majeures de la Football League. La victoire contre Sunderland au quatrième tour en 1949 qui leur permet d'affronter Manchester United à Maine Road devant plus de 81 000 spectateurs est considérée comme la plus mémorable.
Yeovil Town FC joue ses matches à domicile à Huish Park qui a été construit en 1990 à Houndstone à la place d'une ancienne base de l'armée. Ce lieu a reçu son nom en souvenir de leur précédent stade qui était lui-même connu pour sa particularité : la ligne de touche était pentue sur presque trois mètres.
Le nouveau stade peut presque accueillir 10 000 personnes et le propriétaire a reçu l'autorisation pour l'agrandir afin que plus de 20 000 supporters puissent venir y regarder les matches.
Le club a sorti un disque, Yeovil True, avant le troisième tour de la FA Cup contre Liverpool en janvier 2004 qui n'a été vendu que dans les magasins de la ville, mais qui a tout de même été classé 36e au UK Singles Chart.

### Football League (-2019)
Le 6 mai 2013, le club se qualifie en finale des play-offs de League One (troisième division) aux dépens de Sheffield United (0-1; 2-0). C'est la première fois que les Glovers atteignent ce niveau. Ils ont, ensuite, remporté la finale des play-offs à Wembley devant près de 42 000 personnes. Le club est relégué en League One le 21 avril 2014.
À l'issue de la saison 2014-15, Yeovil est relégué en EFL League Two (quatrième division anglaise).

### Descente aux enfers (depuis 2019)
À l'issue de la saison 2018-2019, Yeovil est relégué en National League (cinquième division anglaise).
À l'issue de la saison 2022-2023, Yeovil est relégué en National League South (sixième division anglaise).
À l'issue de la saison 2023-2024, Yeovil est promu en National League (cinquième division anglaise).

## Personnalités

### Stade et localisation
Le club joue ses matchs à domicile dans son stade de l'Huish Park. Le stade a une capacité de 9 565 places et possède deux tribunes d'une capacité de 5 212 places assises.
| \| Yeovil Town \| Localisation du Yeovil Town Football Club. |
| Yeovil Town                                                  |

### Équipementier
Depuis la saison 2018-2019 l'équipementier du club est TAG.

### Anciens joueurs
- Marcus Stewart
- Dean Bowditch
- Paddy Madden
- Ryan Mason
- Shane Duffy
- Wayne Hennessey
- Steven Caulker
- Andros Townsend
- Paul Tisdale

### Entraîneurs
Liste des entraîneurs du club depuis 1923.
| Rang | Nom             | Période   |
| ---- | --------------- | --------- |
| 1    | Jack Gregory    | 1923-1928 |
| 2    | Tommy Lowes     | 1928-1929 |
| 3    | David Pratt     | 1929-1933 |
| 4    | Louis Page      | 1933-1935 |
| 5    | David Halliday  | 1935-1938 |
| 6    | Billy Kingdon   | 1938-1946 |
| 7    | Alec Stock      | 1946-1949 |
| 8    | George Paterson | 1949-1951 |
| 9    | Harry Lowe      | 1951-1953 |
| 10   | Ellis Stuttard  | 1951-1953 |
| 11   | Ike Clarke      | 1953-1957 |
| 12   | Norman Dodgin   | 1957      |
| 13   | Jimmy Baldwin   | 1957-1960 |
| 14   | Basil Hayward   | 1960-1964 |
| 15   | Glyn Davies     | 1964-1965 |
| 16   | Joe McDonald    | 1965-1967 |
| 17   | Ron Saunders    | 1967-1969 |
| 18   | Mike Hughes     | 1969-1972 |
| 19   | Cecil Irwin     | 1972-1975 |
| 20   | Stan Harland    | 1975-1978 |

| Rang | Nom             | Période   |
| ---- | --------------- | --------- |
| 21   | Barry Lloyd     | 1978-1981 |
| 22   | Malcolm Allison | 1981      |
| 23   | Jimmy Giles     | 1981-1983 |
| 24   | Mike Hughes     | 1983      |
| 25   | Trevor Finnigan | 1983-1984 |
| 26   | Steve Coles     | 1984      |
| 27   | Ian MacFarlane  | 1948      |
| 28   | Gerry Gow       | 1948-1987 |
| 29   | Brian Hall      | 1987-1990 |
| 30   | Clive Whitehead | 1990-1991 |
| 31   | Steve Rutter    | 1991-1993 |
| 32   | Brian Hall      | 1994-1995 |
| 33   | Graham Roberts  | 1995-1998 |
| 34   | Colin Lippiatt  | 1998-1999 |
| 35   | Steve Thompson  | 1999-2000 |
| 36   | David Webb      | 2000      |
| 37   | Steve Thompson  | 2000      |
| 38   | Colin Addison   | 2000-2001 |
| 39   | Gary Johnson    | 2001-2005 |
| 40   | Steve Thompson  | 2005-2006 |

| Rang | Nom              | Période   |
| ---- | ---------------- | --------- |
| 41   | Russell Slade    | 2006-2009 |
| 42   | Steve Thompson   | 2009      |
| 43   | Terry Skiverton  | 2009-2012 |
| 44   | Gary Johnson     | 2012-2015 |
| 45   | Terry Skiverton  | 2015      |
| 46   | Paul Sturrock    | 2012-2015 |
| 47   | Darren Way       | 2015-2019 |
| 48   | Darren Sarll     | 2019-2022 |
| 49   | Chris Hargreaves | 2022      |
| 48   | Mark Cooper      | 2022-     |

### Palmarès
| Championnats nationaux | Coupes nationales                                                                     |
| - Football League One (D3) (1) : - Vainqueur des Play-off : 2013 - Football League Two (D4) (1) : - Champion : 2005 - National League (D5) (1) : - Champion : 2003 - National League South (D6) (1) : - Champion : 2024 - Isthmian League (D6) (2) : - Champion : 1988 et 1997 | - FA Trophy (1) : - Vainqueur : 2002 - Conference League Cup (1) : - Vainqueur : 1990 |

### Records du club
- Le plus capé : Len Harris, 691 (1958–72)
- Le meilleur buteur : Johnny Hayward, 548 (1906–28)
- Le plus de goals en league : Dave Taylor, 284 (1960–9)
- Record de spectateurs à Huish Park : 9,527 v Leeds United, 25 avril 2008 en Football League One
- Record de spectateurs depuis le début : 17,123 v Sunderland AFC, 29 janvier 1949 Coupe d'Angleterre
- L'entraineur en fonction le plus longtemps : David Webb, 1938-1946
- Meilleure position à la fin d'une saison régulière : 24eme Football League Championship, lors de  la saison 2013-2014
- Plus grosse somme reçue à la suite d'une vente : £1,200,000, Arron Davies et Chris Cohen, Nottingham Forest, Juillet 2007
- Plus grosse somme reçue à la suite d'une vente : Pablo Bastianini, Quilmes Atlético Club, Août 2005
- Plus large victoire en league : 6–1 v Oxford United, le 16 septembre 2004
- Plus lourde défaite en league : 0–6 v Stevenage, 14 avril 2012